# Peter Schiff
Peter David Schiff (23 de marzo de 1963) es un comentarista económico estadounidense, escritor y corredor de bolsa que actualmente trabaja como presidente y propietario de Euro Pacific Capital, una agencia de bolsa de Westport, Connecticut.
Schiff es conocido por sus pesimistas visiones sobre la economía estadounidense y por sus predicciones de la Crisis económica de 2008. Se ha convertido en una figura mediática luego de la publicación de su libro Crash Proof: How to Profit From the Coming Economic Collapse en 2007.
Schiff aparece regularmente en noticieros económicos estadounidendeses en canales como CNBC, CNN, CNN International, Fox News, Bloomberg TV y Fox Business. Schiff es libertario, adherido a la escuela austriaca de economía y del Instituto Ludwig von Mises. Fue consejero económico de la campaña presidencial de Ron Paul, cargo a través del cual Schiff expresó su apoyo a una moneda más estable, un gobierno límitado y un capitalismo de libre mercado.
Schiff también buscó la nominación republicana para las elecciones senatoriales de noviembre de 2010, intentando vencer al demócrata Christopher J. Dodd, exsenador por Connecticut de cinco períodos.

## Biografía
Peter Schiff nació en New Haven, Connecticut y fue criado en Manhattan y Miami. Se graduó de la Universidad de California, Berkeley en 1987 con un título en finanzas y contabilidad. Durante una discusión en su show de radio 'Wall Street Unspun' el 14 de enero de 2009, Peter comentó que tiene un hijo de 6 años y que estaba divorciado de su mujer.
Su padre es el conocido activista estadounidense Irwin Schiff.

## Carrera profesional
Schiff empezó su carrera como corredor de bolsa en Shearson Lehman Brothers. Inició su compañía Euro Pacific Capital en 1996 cuando compró una corredora de bolsa de Florida la cual no tenía clientes ni ingresos, y reconstituir el negocio en California. El año 2005, Schiff relocalizó la compañía en Darien, Connecticut, para así encontrar corredores "que piensen como él" de acuerdo a un artículo en el diario The Advocate of Stamford, Connecticut. El área metropolitana de New York, según Schiff, tiene la mayor concentración de corredores en los Estados Unidos, haciendo más fácil reclutarlos.
La compañía mantiene una oficina en Newport Beach, California así como en Scottsdale, Arizona, en Palm Beach, Florida, en Los Ángeles y en Manhattan
Euro Pacific Capital típicamente recomienda una estrategia de inversión acorde con las visiones de Schiff sobre la economía estadounidense, concentrándose fuertemente en acciones fuera de los Estados Unidos (Nueva Zelanda, Australia y Europa por lo general) y metales preciosos (específicamente oro y plata).
Euro Pacific Capital mantiene derechos exclusivos para intermediar algunos productos Perth Mint en los Estados Unidos.
Schiff aparece frecuentemente en programas de televisión. Además tiene su propio programa de radio en Internet y ha aparecido en numerosas ocasiones en el programa de radio en internet de Jim Puplava.

## SchiffGold
El reconocido inversionista Peter Schiff fundó SchiffGold www.schiffgold.com en el 2015 para proporcionar una fuente fiable de monedas, barras y lingotes para los clientes. Peter siempre ha aconsejado invertir a largo plazo en metales preciosos físicos. Por desgracia, descubrió que muchos compradores de oro estaban siendo estafados por las grandes empresas que vendían monedas numismáticas a altos precios. SchiffOro surgió como una solución – un distribuidor de oro que vende solamente los productos de oro con liquidez mundial. SchiffOro ofrece un servicio completo,  descuentos en metales preciosos y atención personal por parte de sus Especialistas en Metales Preciosos. También ofrece servicios relacionados como: el almacenamiento en bóvedas seguras y cuentas de jubilación IRA.